# 闽浙赣城市地下军
闽浙赣城市地下军是第二次国共内战时期中国共产党领导的一支城市游击队。
1947年2月22日—25日，中共闽浙赣区委城工部在福建省林森县桐口乡龙山村（今福建省福州市闽侯县荆溪镇桃田村）召开秘密会议，决定成立闽浙赣城市地下军，林白任司令员，庄征任政治委员，下辖闽海、闽东、闽江、闽南4个纵队，主要从事城市工作。由于在漳州策动兵变未果，且闽海纵队在平潭的活动受挫，于同年7月停止活动。